# Зелёные поместья
«Зелёные поместья» (англ. Green Mansions) ― американский приключенческий фильм 1959 года режиссёра Мела Феррера. Он основан на одноимённом романе Уильяма Генри Хадсона 1904 года. Это был один из немногих критических и кассовых провалов в карьере Хепберн. Первоначально режиссёром фильма должен был стать Винсенте Миннелли, но задержки в проекте привели к тому, что Metro-Goldwyn-Mayer выбрала Феррера в качестве режиссёра.

## Сюжет
Молодой человек по имени Абель чудом спасается из Каракаса после того, как его захватывают повстанцы. Он решает отомстить, так как его отец, бывший военный министр, был убит. Получив припасы, он плывет на каноэ к дальнему берегу, где его чуть не убивает ягуар, но спасают местные жители, похожие на индейцев.
Он решает доказать свою храбрость, как только видит вождя Руни и не двигается с места. Абель рассказывает ему свою историю. Индейцы впечатлены и не убивают его. Через некоторое время сын Руни ― Куа-ко, который жил с миссионерами Каракаса и говорит по-английски, сообщает Абелю, что Руни согласился, пока он не причинит им вреда, они не причинят ему вреда. Абель соглашается с Куа-ко, который рассказывает ему о Женщине-Птице, убившей его старшего брата, и о том, что их племени запрещено появляться в близлежащем лесу.
Абель игнорирует предупреждение и отваживается отправиться в лес, где вдруг видит молодую женщину, которая быстро исчезает. Он возвращается к индейцам, и Куа-ко говорит ему, что Руни хочет, чтобы Абель воспользовался своим пистолетом и убил девушку. Он возвращается в лес, но вместо этого решает предупредить девушку. Он снова видит её и его кусает коралловая змея. Девушка забирает Абеля к себе домой и лечит его рану. Проснувшись, он встречает её дедушку, Нуфло, который говорит ему, что её зовут Рима.
На следующий день, с раненной ногой, Абель снова встречает Риму, и они общаются. Рима проникается к нему симпатией, но Нуфло предупреждает её, что уйдет, как только его нога заживет. Абель вскоре может ходить без трости, и Рима начинает показывать ему лес. Абель говорит ей, что она тоже ему понравилась, и Рима приходит в замешательство. Она идет поговорить с духом своей умершей матери и решает вернуться туда, откуда она пришла, чтобы спросить деревенского старейшину о её странных новых чувствах к Абелю. Позже Абель и Рима отправляются на опушку леса, где он показывает ей Риоламу, которую она помнит как свою деревню. Несмотря на первоначальное нежелание Нуфло взять её, Рима заставляет его показать ей путь, угрожая своей душой, если он этого не сделает.
Абель решает, что ему пора возвращаться к индейцам. Он рассказывает Руни о том, как Рима спасла его, но ни он, ни Куа-ко ему не верят. Он быстро понимает, что Куа-ко убил своего брата и возложил вину на Риму, но связан. После испытания на храбрость Куа-ко и индейцы готовятся войти в лес и убить Риму.
Абель убегает и предупреждает Нуфло и Риму, и вместе они убегают в Риоламу, где Нуфло говорит Абелю, что он не может вернуться в деревню, потому что он устроил резню. Он сумел помочь Риме и её матери и пообещал позаботиться о Римме, но ему было стыдно за свое участие в этой бойне. Рима подслушивает и проклинает Нуфло. Затем она мчится в Риоламу, где падает в обморок от жары. Абель следует за ней и уводит в безопасное место. Когда она просыпается, Абель рассказывает ей, как он полюбил её, и Рима тоже, только поняв свои странные чувства и теперь признав их любовью к нему.
Рима крадется, пока Абель спит, чтобы вернуться к Нуфло и извиниться, но когда она находит его, индейцы сожгли их дом, и он почти мертв. Она просит у него прощения, и своими последними словами Нуфло пытается предупредить её об индейцах. Она быстро приходит в себя и мчится через лес, чтобы убежать. Куа-ко сжигает великое дерево, где она спряталась. Тем временем Абель просыпается и понимает, что сделала Рима. Он быстро следует за ней и находит Куа-ко, которая дразнится тем, что он убил её. Двое сражаются в ручье, где Абелю удается утопить Куа-ко.
Абель вспоминает цветок, о котором ему рассказывала Рима, который, если он исчезает в одном месте, расцветает в другом поблизости. Он находит цветок, а неподалеку ― саму Риму, которая протягивает ему руку.

## В ролях
- Одри Хепбёрн ― Рима
- Энтони Перкинс ― Абель
- Ли Джей Кобб ― Нуфло
- Сэссю Хаякава ― Руни
- Генри Сильва ― Куа-ко
- Нехемия Персофф ― Дон Панта

## Критика
Несмотря на то, что были приложены значительные усилия для создания точного и убедительного представления книги, фильм не был одобрен критиками в то время и не имел коммерческого успеха. Критики не были добры к фильму, не впечатленные ни его пышными широкоэкранными визуальными эффектами, ни столь же пышной музыкальной партитурой, которая сопровождала их…

## Сборы
Несмотря на популярность Хепберн, фильм стал кассовой катастрофой — он собрал 1 190 000 долларов в США и Канаде и 1,2 миллиона долларов в других странах, что привело к убытку в размере 2 430 000 долларов.